# 이오니아 제도
이오니아 제도(그리스어: Ιόνια νησιά, 고대 그리스어: Ἰόνιοι Νῆσοι, 이탈리아어: Isole Ionie)는 그리스의 제도이다. 전통적으로 이 곳은 "에프타니사"(그리스어: Επτάνησα, 이탈리아어: Eptaneso, "일곱 섬")으로 불리기도 하였으나, 사실 일곱 개의 주요 섬과 더불어 수많은 작은 섬들이 있다. 일곱 섬은 북쪽에서 남쪽순으로 다음과 같다.
- 케르키라 (Κέρκυρα) : 영어식 '코르푸'(Corfu)
- 팍시 (Παξοί) : 영어식 '팍소스'(Paxos)
- 레프카다 (Λευκάδα) : 영어식 '레프카스'(Lefkas)
- 이타키 (Ιθάκη) : 영어식 '이타카'(Ithaca)
- 케팔로니아 (Κεφαλλονιά) : 영어식 '케팔로니아'(Kefalonia/Cephalonia) 또는 '케팔리니아'(Kefallinia)
- 자킨토스 (Ζάκυνθος) : 영어식 '잔테'(Zante)
- 키티라 (Κύθηρα) : 영어식 '케리고'(Cerigo)

북쪽의 여섯 섬은 그리스 서부 해안에서 떨어져 이오니아해에 떠 있다. 그러나 일곱 번째 섬 키티라는 이보다 한참 남쪽인 펠로폰네소스반도의 남쪽 끝부분에서 약간 떨어져 있다. 지리적 정의와 달리 행정구역상 키티라 섬은 이오니아 제도 주가 아니라, 아티키주에 속한다.
오늘날 키티라섬 외에 이오니아 제도의 모든 섬은 행정 구역상 이오니아 제도주에 속하며, 키티라는 아티키주에 속한다. 케르키라섬의 인구는 113,479명 (팍시 섬 포함, 자킨토스 섬은 38,680명, 케팔로니아 섬은 39,579명(이타키섬 포함), 레프카다 섬은 22,536명, 이타키섬은 3,052명, 키티라 섬은 3,000명, 팍시 섬은 2,438명이다.
근래 수십 년간 이오니아 제도는 이민으로 크게 인구가 줄고, 전통적인 산업인 어업과 약간의 농업이 쇠퇴하였다. 오늘날 이 제도의 주요 산업은 관광이다. 특히 케르키라섬은 폐허와 성이 많으며 큰 항구를 갖추어 순항 관광선의 인기 있는 정박지이다.
현대 그리스어 발음이나 라틴어식 표기 때문에 이오니아 제도나 이오니아해는 아나톨리아의 한 지역인 이오니아와 관련이 있는 것처럼 보이지만, 사실 이오니아 제도와 이오니아 해의 철자 오미크론(omicron)을 쓰는 "Ιόνια"와 달리 지명 이오니아는 "Ιωνία" 오메가(omega)를 쓰는 별개의 이름이다. 현대 그리스어에서는 두 이름이 발음은 같고 철자법만 다르지만, 고대 그리스어에서는 발음도 차이가 있어 헷갈리지 않는다. 또 고대 그리스어나 현대 그리스어 모두 강세에 차이가 있긴 한데, "Ιόνια"(이오니아 해, 이오니아 제도)의 강세는 어미에서 세 번째 음절(antipenult, i-O-nia)인데 반해 "Ιωνία"(지명 이오니아)는 어미에서 두 번째 음절(penult, ion-I-a)에 강세가 있다. 또 영어에서 지명 'Ionia'의 올바른 형용사형 표기는 'Ionian'이 아닌 'Ionic'이다.
이오니아 제도의 섬 이름은 여러 가지로 불려서 약간 혼란스럽다. 베네치아의 지배를 받던 시대에는 베네토어 이름으로 불렸고, 이 가운데 일부 섬은 영어식이나 이탈리아어식으로 알려지기도 한다. 케르키라는 '코르푸'(Corfù)로, 이타키는 '발 디 콤파레'(Val di Compare), 키티라는 '케리고'(Cerigo), 레프카다는 '산타 마우라'(Santa Maura)로, 자킨토스는 '잔테'(Zante)로 쓰기도 한다.

## 같이 보기
- 에프타니소스 공화국
- 이오니아 제도 연합주